# Бохумский колокол
Бохумский колокол — колокол в городе Бохуме, установленный у городской ратуши.
Был изготовлен в 1851 году мастером Якобом Майером способом фасонного стального литья на металлургическом предприятии «Бохумер Ферайн фюр Бергбау унд Гусштальфабрикацион». Руду для изготовления колокола добывали тут же, в Бохуме.
Это один из четырёх колоколов Якоба Майера, участвовавших на Всемирной выставке 1867 года в Париже и ставших её сенсацией. За колокола фабрика получила одну из пяти больших почётных медалей.
Сталелитейный промышленник Альфред Крупп из соседнего города Эссена, главный конкурент Якоба Майера получил специальный выпуск журнала «Monde Industriel», где было рассказано о колоколах с выставки. Одновременно с этим он получил известия, что один из его экспонатов на выставке проломил пол и провалился в подвал. После этого с ним случился нервный припадок.
Крупп стал оспаривать первенство Якоба Майера в области фасонного стального литья. Он утверждал, что колокола были сделаны из чугуна, а не из стали и не могли бы быть отлиты повторно при проверке.
Крупп распространил в Эссене слух, что секрет изготовления литой стали Якобу Майеру передали рабочие, которых переманили у Круппа.

По инициативе Круппа и за его деньги была сделана проверка. На проверку Крупп выделил 2100 франков. Он давал указания своим поверенным в Париже отстаивать его интересы с помощью денег и связей: 
Не жалейте добрых слов и денег, чтобы завести друзей, которые помогут вам. Будьте максимально подобострастны по отношению к прусским, а равно и к французским чиновникам.
Однако экспертиза по анализу материала, из которого были отлиты бохумские колокола, подтвердила правоту Якоба Майера. Современные данные также подтверждают первенство Майера — литая сталь впервые была получена в Бохуме в 1844 году, когда она ещё не была известна Круппу.
Немецкие газеты выделяли целые колонки для публикаций о тяжбе между Круппом и Майером. В Бохуме после окончания экспертизы вышел специальный выпуск газеты «Меркишер шпрехер», в котором сообщалось о победе Майера.

## Донецкая копия
В 1997 г. копия колокола (отлита в 1949 г.) была подарена городу-побратиму Бохума — Донецку. Копия установлена в Ворошиловском районе Донецка у здания администрации донецкого городского совета.

По окружности колокола надпись по-немецки: 
BLASIUS HEISS ICH
STERBLICH FÜR CHRISTUS STÄRB ICH + UNSTERBLICH DURCH CHRISTUS LEB ICH
Донецкая копия в десять раз меньше оригинала.